# Lakshmi

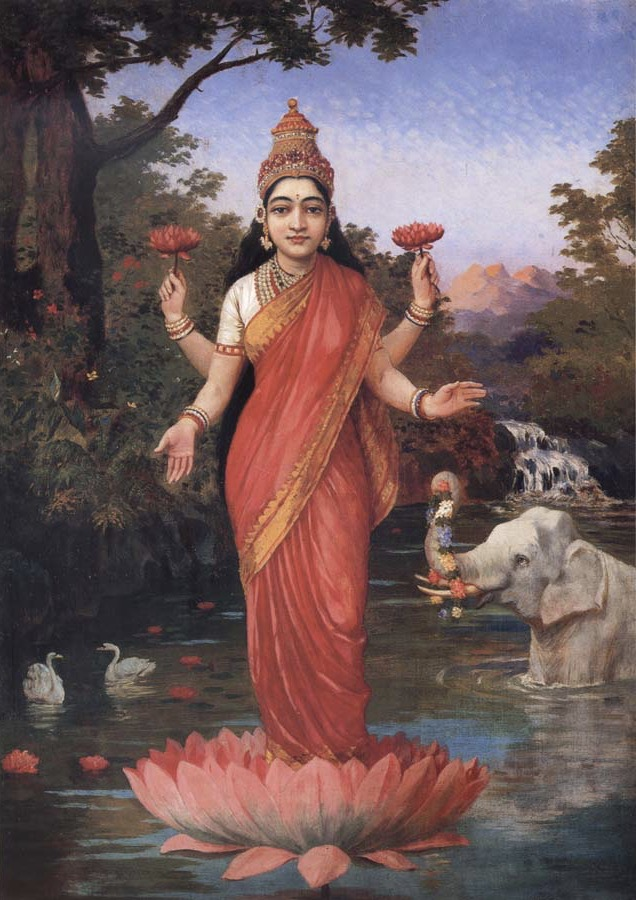
Chromolithographie représentant Lakshmi debout sur un lotus (entre 1848 et 1906, copie d'une œuvre de Ravi Varma).

Dans l'hindouisme, Lakshmi (sanskrit IAST : Lakṣmī ; « beauté, splendeur, prospérité, fortune »), ou Mahalakshmi, est la déesse auspicieuse de la (bonne) fortune, de la prospérité, de la richesse et de l'abondance. Elle est l'épouse de Vishnou. Son origine est associée à la déesse dénommée Sri citée dans le Rig-Véda.

## Rôle et caractéristiques
Elle est la fille du sage Bhrigu. Son véhicule est la chouette, et elle est associée à cet animal tout comme la déesse Athéna. Elle se réfugia dans la Mer de lait après que les dieux l'eurent exilée. Elle renaît lors du barattage de celle-ci. Elle se serait aussi incarnée dans les figures des compagnes et épouses de Rāma (Sītā) et de Krishna (Rādhā, Rukmiṇī). Elle prend parfois les noms de Devī, Nārāyaṇī, Rāmā, Indirā, Lolā, Jaladhījā (« née de l’océan »). Sa sœur est Jyeṣhṭhā (ou Alakṣhmī), son antithèse, la déesse de la mauvaise fortune et de la pauvreté. On honore plus particulièrement Lakṣhmī le 3e jour de la fête de Divālī.
Elle est souvent vue comme la déesse bienveillante, et on la nomme souvent la Bienveillante ou la Belle.

### Prospérité
La déesse Laksmî apporte la prospérité, mot qui regroupe différents aspects. On en distingue seize, à savoir : (1) la renommée, (2) la connaissance, (3) le courage et la force, (4) la victoire, (5) de bons enfants (6) la vaillance, (7) l'or et les biens matériels, (8) la nourriture en abondance, (9) le bonheur, (10) la félicité, (11) l'intelligence, (12) la beauté, (13) un but Supérieur, une pensée élevée et la capacité de méditer, (14) une bonne moralité et éthique, (15) une bonne santé, (16) une longue vie. Elle est aussi la déesse de la beauté.
C'est une bienfaitrice qui aide à développer la richesse intérieure. Or et bijoux sont ses symboles. Elle s'incarne sur Terre, à la suite de Vishnou, sous les traits de Sîtâ dans le Rāmāyana, et de Draupadi dans le Mahâbhârata.

### Représentation
Elle est représentée avec quatre mains, qui désignent des vertus spirituelles. De l'une des mains s'échappent des pièces d'or et des pierres précieuses, tandis que la déesse bénit les fidèles. Vêtue d'un sari rouge et assise ou debout sur un lotus, elle porte une couronne. Elle n'est pas armée. Deux éléphants blancs, symboles de chance, l'accompagnent. Par ailleurs, de nombreux dieux la vénèrent, dont Ganesh.

L'étoile de Lakshmi qui représente Ashta Lakshmi.

L'étoile de Lakshmi, nommée Ashtalakshmi, est formée de deux carrés superposés à 45°; elle symbolise les huit formes de vie[Quoi ?] de la déesse Lakshmi, Ashta Lakshmi.

## En Indonésie
Dewi Sri, « la déesse Sri », autre nom de Lakshmi, est la déesse de la fertilité et du riz.[réf. nécessaire]